# تزی شیء
تزی شی یا تزو شیء (۲۹ نوامبر ۱۸۳۵–۱۵ نوامبر ۱۹۰۸)، امپراتریس قدرتمند و پرنفوذ دودمان چینگ بود که ۴۷ سال از سال ۱۸۶۱ تا زمان مرگ در سال ۱۹۰۸ میلادی در عمل حکمران چین بود.
تزوشیء در ابتدا و دوران جوانی به‌عنوان صیغه امپراتور شیان‌فنگ به دربار راه یافت. او به‌تدریج در حرم رشد کرد و فرزندی را به دنیا آورد که بعد از مرگ همسرش شیان‌فنگ، تونگ‌ژی امپراتور چین شد. امپراتریس مادر تزی شی همراه با امپراتریس مادر سیان نایب‌السلطنه‌های امپراتور خردسال تونگ‌ژی بودند؛ که بین سال‌های ۱۸۶۱ تا ۱۸۷۲ حکومت کردند. بعد از اتمام دوره حکومت به عنوان نایب‌السلطنه آنها همچنان قدرت زیادی بر امور مهم و کارکنان دولتی اعمال می‌کردند و تونگ‌ژی تا پایان زندگی‌اش از دخالت نامادری‌اش سیان و به‌ویژه مادرش تزی شی رنج شدیدی می‌برد.
تزی شی در سال ۱۸۷۵ با درگذشت پسرش، گوانجو خردسال از اقوام خود را بر مسند امپراتوری چین نشاند و دوباره با امپراتریس مادر سیان به راس امپراتوری بازگشتند و با مرگ سیان در ۱۸۸۱ تنها نایب‌السلطنه شد. پس از بازنشستگی ظاهری نیمه‌کاره در سال‌های ۱۸۸۹ تا ۱۸۹۸ فقط برای خانواده سلطنتی تصمیم‌گیری کرده و به حکومت کمک می‌کرد و به‌جای کاخ ممنوعه در کاخ تابستانی اقامت گزید.
تزی شی حکمرانی محافظه‌کار بود، پس با سیاست‌های اصلاحات گوانگ‌جو مخالف بود و به همین خاطر بر ضد او کودتا کرد و مشاوران اصلاح‌طلب امپراتور را اعدام کرد و خود امپراتور را در خانه حبس کرد و دوباره اعلام نایب السلطنگی کرد. با مرگ او سلسله چینگ بعد از چند سال برچیده شد. او پیش از مرگش پویی دو ساله را به تخت امپراتوری نشاند.